# Iridopsis silia
Iridopsis silia är en fjärilsart som beskrevs av Louis Beethoven Prout 1931. Iridopsis silia ingår i släktet Iridopsis och familjen mätare. Inga underarter finns listade i Catalogue of Life.